# Saint-Maurice-près-Pionsat
Saint-Maurice-près-Pionsat település Franciaországban, Puy-de-Dôme megyében. Lakosainak száma 363 fő (2022. január 1.). Saint-Maurice-près-Pionsat Charron, Bussières, Château-sur-Cher, Roche-d’Agoux, Saint-Hilaire és Vergheas községekkel határos.

## Népesség
A település népessége az elmúlt években az alábbi módon változott:
| Lakosok száma | 367  | 367  | 373  | 371  | 372  | 372  | 372  | 368  | 363  |
|               | 2013 | 2015 | 2016 | 2017 | 2018 | 2019 | 2020 | 2021 | 2022 |